# ناتاليا سوكول
ناتاليا سوكول هي فنانة روسية، ولدت في 3 يونيو 1980 في بالاكوفو في روسيا.